# 136273 Csermely
136273 Csermely este o planetă minoră (asteroid), cu un diametru de 1,417 km, din centura de asteroizi. A fost descoperită pe 25 decembrie 2003 la Piszkéstetői Obszervatórium⁠(d) de Krisztián Sárneczky⁠(d) și a fost numită după Csermely Péter⁠(d). 
Obiectul prezintă o orbită caracterizată de o semiaxă mare de 2,4492739322065 UAi, o excentricitate de 0,19, o înclinație de 11,5 ° în raport cu ecliptica.